# NASCAR Heat 3
NASCAR Heat 3 es un videojuego de carreras que simula la 2018 NASCAR Cup Series y las competiciones de apoyo. Fue desarrollado por Monster Games y publicado por 704Games. Es la secuela de NASCAR Heat 2, y se lanzó en América del Norte y Europa el 7 de septiembre de 2018 para PlayStation 4, Xbox One y Microsoft Windows a través de Steam. Los pilotos de Hendrick Motorsports, Jimmie Johnson (su primera portada desde NASCAR The Game: 2011 y NASCAR 06: Total Team Control), Chase Elliott, Alex Bowman y William Byron aparecen en la portada. El juego presenta una nueva serie ficticia Dirt late model titulada serie Xtreme Dirt, que es parte de un modo carrera mejorado.

## Jugabilidad

### Carrera
Al igual que NASCAR Heat 2, la opción de modo carrera del juego incluye la opción de jugar en la Monster Energy NASCAR Cup Series, la NASCAR Xfinity Series y la NASCAR Camping World Truck Series. Las novedades de la tercera entrega incluyen una nueva serie ficticia de Dirt late model y la opción de gestionar tu propio equipo en la competición de la serie nacional NASCAR. El Xtreme Dirt Tour emula la sensación de las carreras en pistas de tierra locales, con una variedad de pistas nuevas. Las pistas nuevas notables incluyen una versión de tierra de Bristol Motor Speedway (que antes se corrió tanto en la serie Cup como en la de Truck en 2021 y solo se puede jugar en el Xtreme Dirt Tour) y pistas que aparecieron originalmente en NASCAR: Dirt to Daytona que han recibido actualizaciones gráficas. El circuito callejero Charlotte Motor Speedway también está disponible para jugar en el evento Bank of America Roval 400.

### Deportes electrónicos
En 2019, NASCAR, la Race Team Alliance y 704Games crearon la eNASCAR Heat Pro League, una liga de deportes electrónicos para NH3. Los jugadores interesados debían clasificarse para un draft a través de un conjunto especial de carreras en línea. El draft estaba compuesto por equipos propiedad de figuras destacadas de NASCAR. Se hicieron esfuerzos para atraer a grupos demográficos no tradicionales de NASCAR, como carreras más cortas.

### Contenido descargable
Como parte del acuerdo de portada, Hendrick Motorsports lanzó paquetes de contenido descargable gratuitos después del lanzamiento del juego. Los paquetes de contenido descargable pagos estaban disponibles a través del editor 704Games.

### Servidores en línea
El 30 de abril de 2021, los servidores en línea de NASCAR Heat 2 y NASCAR Heat 3 se cerraron.

## Banda sonora
| Canción                 | Artista                                   |
| ----------------------- | ----------------------------------------- |
| "Left Turn"             | Cody Hicks                                |
| "Can't Hurt Me Anymore" | The Dirty Soul Revival                    |
| "All In"                | Naked Walrus                              |
| "Road Trippin'"         | The Lows                                  |
| "Revels"                | Joe Mansman and the Midnight Revival Band |
| "Black Dagger"          | The Pink Spiders                          |
| "The More You Know"     | The Dollar Bill Murrays                   |
| "Shelter"               | Scattered Helmet                          |
| "Can't Keep Up"         | Fire Fences                               |
| "Nowhere Fast"          | Loyal Thieves                             |
| "Bigger & Better"       | Sweet Ascent                              |
| "Shine"                 | Moonlighting                              |
| "Dirt Track Bandit"     | Bone Feather                              |
| "Never Enough"          | Wild Adriatic                             |
| "Highway Tune"          | Greta Van Fleet                           |
| "Slide"                 | The Cadillac Three                        |
| "Motorvate"             | The Pack A.D.                             |
| "Fed to the Lions"      | Tax The Heat                              |

## Recepción
NASCAR Heat 3 recibió críticas "mixtas o promedio" según el agregador de reseñas Metacritic.
Matthew Kato de Game Informer afirmó que si bien el juego tenía la sensación necesaria de NASCAR, carecía de todo lo demás, incluidas las rivalidades, los esquemas de pintura, los gráficos, la IA mejorada pero defectuosa, el modo en línea, la jugabilidad y el modo carrera.

### Premios
El juego fue nominado a la categoría "Juego de carreras de franquicia" en los premios de la Academia Nacional de Críticos de Videojuegos.